# رنارس کائوپرس
رنارس کائوپرس (به انگلیسی: Renārs Kaupers) (زاده ۱ سپتامبر ۱۹۷۴) خواننده اهل لتونی است.
او نماینده لتونی در مسابقه آواز یوروویژن ۲۰۰۰ بود.